# 훙쥔저
훙쥔저(중국어 정체자: 洪濬哲, 병음: Hóng Jùnzhé, 1951년 2월 9일 ~ )는 중화민국의 정치인이자 전 농구선수이다.

## 학력
- 트루먼 주립 대학교 석사
- 국립 대만 사범대학 학사

## 같이 보기
- 중국국민당